# Sagittaria macrophylla
Sagittaria macrophylla är en svaltingväxtart som beskrevs av Joseph Gerhard Zuccarini. Sagittaria macrophylla ingår i släktet pilbladssläktet, och familjen svaltingväxter. Inga underarter finns listade.